# Vincenzo I. Gonzaga

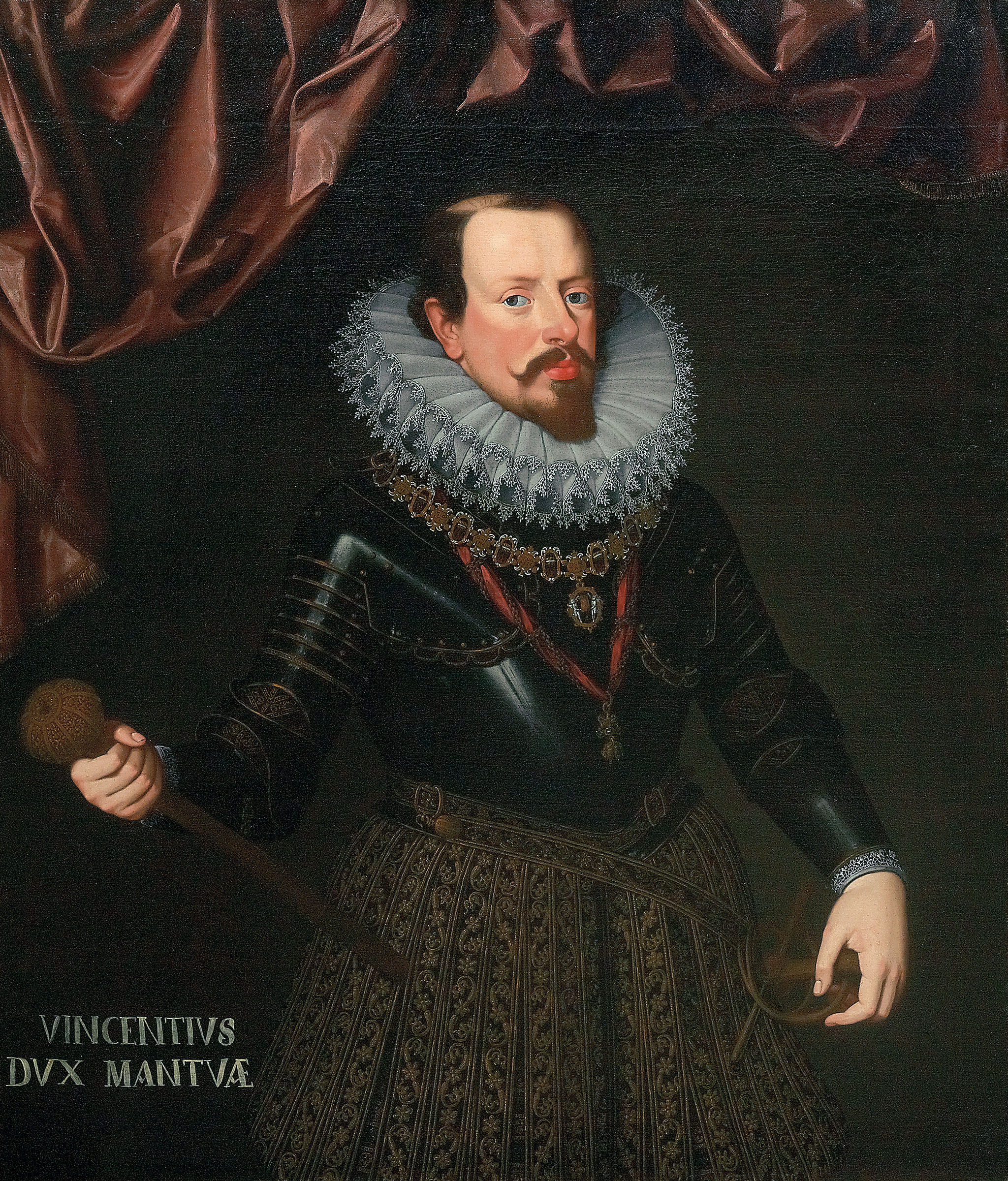
Vincenzo I. Gonzaga mit der Collane des von ihm gestifteten Ordens des Erlösers und dem Goldenen Vlies (Gemälde von Peter Paul Rubens)

Vincenzo I. Gonzaga (* 21. September 1562 in Mantua; † 9. Februar 1612 ebenda) war der Sohn des Herzogs Guglielmo Gonzaga und Eleonores von Österreich. Er folgte am 14. August 1587 seinem Vater als Herzog von Mantua und Montferrat nach.

## Leben
Gonzaga galt unter den jungen Frauen seines Standes als begehrter Partner, da er ansehnlich, stark und zudem der Erbprinz von Mantua war. Er führte als junger Mann daher ein ausschweifendes Leben mit zahlreichen Liebschaften. Um dies zu beenden, hatte sein Vater ihn 1581 mit der 13-jährigen Margherita, der Tochter des Kriegshelden Farnese, vermählt. Da sein Vater nach der Hochzeit feststellen musste, dass die junge Frau nicht in der Lage sein würde, Nachkommen zu gebären, tat er alles, um diese Ehe wieder zu trennen, da sich die Familie Farnese weigerte, Margherita einer Operation zu unterziehen, um ihre Unfruchtbarkeit zu beheben. Sie wurde letztlich überredet, ins Kloster zu gehen und so den Weg für eine Trennung freizumachen. 1583 legte sie ihr Klostergelübde ab, lebte zunächst in S. Paola und wechselte 1592 in das Benediktinerinnenkloster S. Allessandra.
Unter Gonzagas Regentschaft entwickelte sich Mantua zu einem Zentrum der Kunst in Italien. Er ließ sich von seinem Vetter Alfonso II. den Dichter Tasso übersenden, und dieser kam nach Mantua, sobald er das Hospital Sta. Anna verlassen hatte. Der junge Prinz sollte nicht zu lange unverheiratet bleiben. Eine Vermählung mit einer französischen Prinzessin wurde ausgeschlagen, um das Haus Habsburg nicht gegen sich aufzubringen. So fiel die Wahl auf Gonzagas 15-jährige Cousine, die Erbprinzessin Eleonora, eine Tochter seiner Tante mütterlicherseits und des Francesco de’ Medici.
Die Familie Farnese hatte die Schmach nicht vergessen, die ihrem Haus zugefügt worden war und versuchte diese Beziehung zu verhindern und verbreiteten Gerüchte über Gonzagas angebliche körperliche Schwäche. Er wurde daher nach Venedig entsandt, um seine Fertigkeiten unter Beweis zu stellen. Er konnte die Medicis vollends zufriedenstellen und einer Verbindung stand nichts mehr im Weg.

## Mäzen

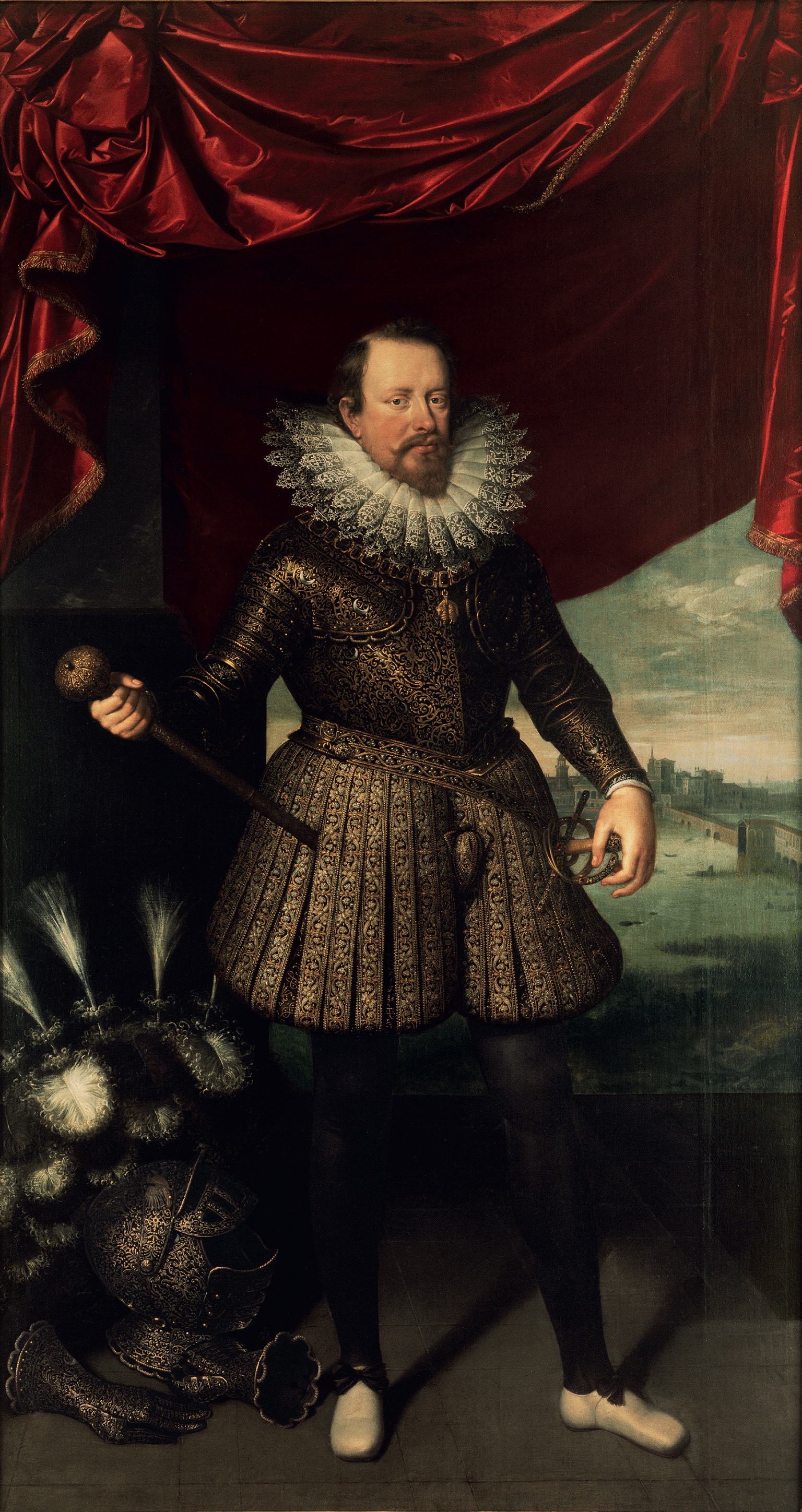
Vincenzo I. Gonzaga im Alter von 38 Jahren (Gemälde von Frans Pourbus, Privatsammlung in Rom)

Gonzaga holte den jungen Claudio Monteverdi an seinen Hof. Obwohl die finanzielle Unterstützung von Seiten Gonzagas sehr begrenzt war, entwickelte Monteverdi sich am Hofe des Herzogs zum größten Komponisten seiner Zeit. Monteverdi lebte bis zum Tode des Herzogs 25 Jahre am Hofe in Mantua. Hier entstand neben Madrigalen und Motetten der italienischen Renaissance auch seine erste Oper L’Orfeo. Seine ebenfalls hier uraufgeführte zweite Oper L’Arianna mit dem berühmten Lamento ist verschollen. Für seine Repräsentationsaufführungen baute der Herzog eigens einen Theaterbau für über 1000 Zuschauer. Das Gebäude wurde im Mantuanischen Erbfolgekrieg zerstört (Sacco di Mantova). Am 9. Mai 1600 kam der jungen Peter Paul Rubens nach Italien und begab sich nach einem Zwischenstopp in Venedig nach Mantua an der herzoglichen Hof. Nachdem der Künstler sich von Juli 1601 bis zum April 1602 in Rom aufgehalten hatte, kehrte er nach Mantua zurück. Der Herzog entsandte ihn im März 1603 zu einer diplomatischen Mission an den spanischen Hof in Madrid, von der er vermutlich im April 1604 zurückkehrte. Rubens fertigte in Valladolid zwei Gemälde: Heraklit und Demokrit als Geschenke des Herzogs an den Grafen Lerma. Ab Mai 1604 erhielt der Maler vom Herzog ein Jahresgehalt von 400 Dukaten.

## Familie

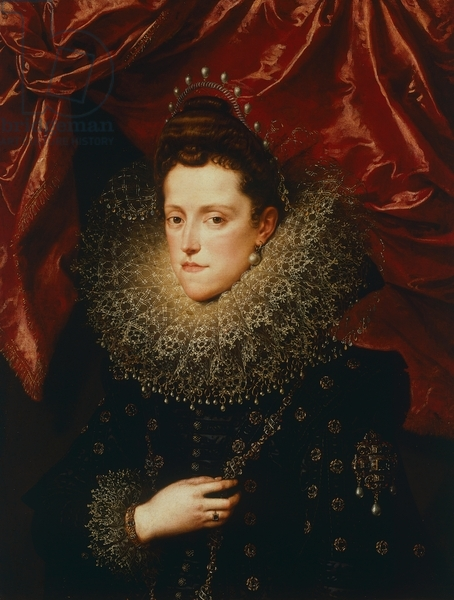
Gemahlin Eleonora de’ Medici

1581 heiratete Gonzaga Margherita Farnese (* 7. November 1567, † 13. April 1643), eine Tochter des Herzogs Alessandro Farnese von Parma. Die Ehe wurde bereits 1583, aufgrund der Unfruchtbarkeit der Frau, geschieden und blieb kinderlos.
In zweiter Ehe heiratete er am 29. April 1584 Eleonora de’ Medici (* 28. Februar 1567, † 9. September 1611), eine Tochter des Großherzogs Francesco I. der Toskana. Mit ihr hatte er fünf Kinder:
- Francesco IV. Gonzaga (1586–1612), Herzog von Mantua und Montferrat ab 1612 ⚭ 1608 Margarete von Savoyen (1589–1655), Tochter des Herzogs Karl Emanuel I.
- Ferdinando Gonzaga (1587–1626) Kardinal 1607, Herzog von Mantua und Montferrat ab 1612 ⚭ 1) 1616 Camilla Faà di Bruno (1599–1662) Tochter des Grafen Ardizzino Faà di Bruno aus Casale Monferrato, ⚭ 2) 1617 (mit Dispens von Papst Paul V.) Catherina de’Medici (1593–1629) Tochter des Großherzogs Ferdinando I. der Toskana
- Margarita Gonzaga (* 2. Oktober 1591, † 7. Februar 1632) ⚭ 24. April 1606 Heinrich II. Herzog von Lothringen (1563–1624)
- Vincenzo II. Gonzaga (1594–1627), Kardinal 1615, Herzog von Mantua und Montferrat 1626 ⚭ 1616 Isabella Gonzaga, Tochter des Alfonso Gonzaga, Markgraf von Novellara
- Eleonora Gonzaga (* 23. September 1598, † 27. Juni 1655) ⚭ 4. Februar 1622 Kaiser Ferdinand II.

Daneben hatte Gonzaga zahlreiche uneheliche Kinder.
- Eleonora (* 1586; † 25. August 1668) sie starb im Dominikanerkloster S. Vincenzo
- Guglielmo Domenico (* 4. August 1589; † 13. Mai 1591), der nach dem Grafen Wilhelm von Montferrat (Jaffa und Askalon) (italienisch Guglielmo Lungaspada) benannt worden war
- Silvio (* 1592; † 30. September 1612) wurde Marchese von Cavriana
- Francesco (* 1588/89; † 18. Dezember 1673) war der Sohn der Agnese de Argotta Marchesa di Grana, einer vornehmen Neapolitanerin, und erhielt von Papst Urban VIII. die Bistümer Geruntia und Cariati in Kalabrien und war später Bischof von Nola.